# Christopher Thorne
Christopher Guy Thorne (17 mai 1934 - 20 avril 1992) est un historien britannique et professeur de relations internationales à l'Université du Sussex. Il est spécialisé dans l'étude de la guerre du Pacifique. Il a acquis une certaine renommée pour ses nouvelles approches de l'histoire internationale, soulignant l'importance de la recherche et des perspectives transnationales.

## Carrière
Il fait ses études à la Royal Grammar School de Guildford et à St. Edmund Hall d'Oxford (BA 1958, MA 1962, D.Litt. 1980, Hon. Fellow 1989).
Il est chercheur résident à l'Institut néerlandais d'études avancées et membre de la British Academy. En 1986, il prononce la conférence Sarah Tryphena Phillips sur la littérature et l'histoire américaines de la British Academy.
Il est le premier non-Américain à remporter le prix Bancroft pour l'histoire américaine, décerné en 1979 pour son livre Allies of a Kind: The United States, Britain and the War Against Japan, 1941-1945.